# Solana Beach
Solana Beach es una ciudad dentro del condado de San Diego, California, Estados Unidos. La población era de 12 979 según el censo del 2000.

## Geografía
Solana Beach está localizada en las coordenadas 32°59′43″N 117°15′37″O / 32.99528, -117.26028 (32.995393, -117.260380).
Según la Oficina del Censo de los Estados Unidos, la ciudad tenía un área total de 9,3 km² (3,6 mi²).  9,1 km² (3,5 mi²) era tierra y 0,2 km² (0,1 mi²) es (2,22%) agua.
Más de 13 000 residentes viven en esta pequeña ciudad costera.  La ciudad colinda al oeste con el Océano Pacífico; al norte con la ciudad de Encinitas, al sur con Del Mar.  El área no incorporada de Rancho Santa Fe está localizada en el lado este.

## Demografía
Según el censo del año 2000, había 12 979 personas, 5 754 hogares, y 3 279 familias residiendo en la ciudad. La densidad poblacional fue de 1.419,6/km² (3.678,7/mi²). La ciudad contaba con 6 456 casas unifamiliares en una densidad promedio de 706.1/km² (1,829.9/mi²). La composición racial de la ciudad era del 87,01% blanca, 0,50% afrodescendiente, 0,42% amerindia, 3,46% asiática, 0,14% polinesios, 5,59% de otras razas, y el 2,89% de dos o más razas. Los hispanos o latinos de cualquier raza eran el 14,81% de la población.